# Yves-Marie Croc
Yves-Marie Croc MEP (* 30. Juni 1829 in Coatréven, Département Côtes-du-Nord; † 11. Oktober 1885) war ein französischer römisch-katholischer Ordensgeistlicher und Apostolischer Vikar von Süd-Tonking.

## Leben
Yves-Marie Croc trat der Ordensgemeinschaft der Pariser Mission bei und empfing am 17. Dezember 1853 das Sakrament der Priesterweihe.
Am 4. September 1866 ernannte ihn Papst Pius IX. zum Titularbischof von Laranda und zum Koadjutorvikar von Süd-Tonking. Der Apostolische Vikar von West-Tonking, Jean-Denis Gauthier MEP, spendete ihm am 7. Juni 1868 die Bischofsweihe. Als Presbyter assistens wirkte Louis-Marie Pineau MEP.
Yves-Marie Croc wurde am 8. Dezember 1877 in Nachfolge von Jean-Denis Gauthier MEP Apostolischer Vikar von Süd-Tonking.